# Sant'Arcangelo Trimonte
Sant'Arcangelo Trimonte es un municipio situado en el territorio de la provincia de Benevento, en la Campania (Italia).

## Demografía
| Gráfica de evolución demográfica de Sant'Arcangelo Trimonte entre 1861 y 2001 |
|                                                                               |
| Fuente ISTAT - elaboración gráfica de Wikipedia                               |